# Mamamoo
A Mamamoo (hangul: 마마무, RR: Mamamu), stilizálva MAMAMOO dél-koreai K-pop-lányegyüttes, melyet 2014-ben hozott létre az RBW (akkor még WA Entertainment). 2014. június 19-én debütáltak Mr. Ambiguous című dalukkal. Debütálásukat a 2014-es év egyik legjobb K-pop debütjének is tartják egyes kritikusok. Erős énektudásukról, valamint retró-, dzsessz és R&B-koncepcióikról ismertek. 2018-ban megjelent Pjori pinnanun pam (별이 빛나는 밤, Byeouri binnaneun bam) című daluk a Yellow Flower című középlemezükről platinaminősítést ért el letöltések számát tekintve, ami minimum 2,5 millió letöltést jelent.

## Tagok
- Hwasa (Hvasza (화사, Hwasa)): An Hjedzsin (안혜진, An Hye-jin), 1995. július 23.[8]
- Moonbyul: Mun Bjori (문별이, Mun Byeol-i), 1992. december 22.[8]
- Solar (Szolla (솔라, Solla): Kim Jongszon (김용선, Kim Yong-seon), 1991. február 21.[8]
- Whee In (Hüin (휘인, Huiin)): Csong Hüin (정휘인, Jeong Hwi-in), 1995. április 17.[8]

## Diszkográfia
Stúdióalbumok
- Melting (2016)
- 4colors (2019; japán nyelvű)
- Reality in Black (2019)

EP-k
- Hello (2014)
- Piano Man (2014)
- Pink Funky (2015)
- Memory (2016)
- Purple (2017)
- Yellow Flower (2018)
- Red Moon (2018)
- Blue;s (2018)
- White Wind (2019)
- Travel (2020)